# Хіоська різанина

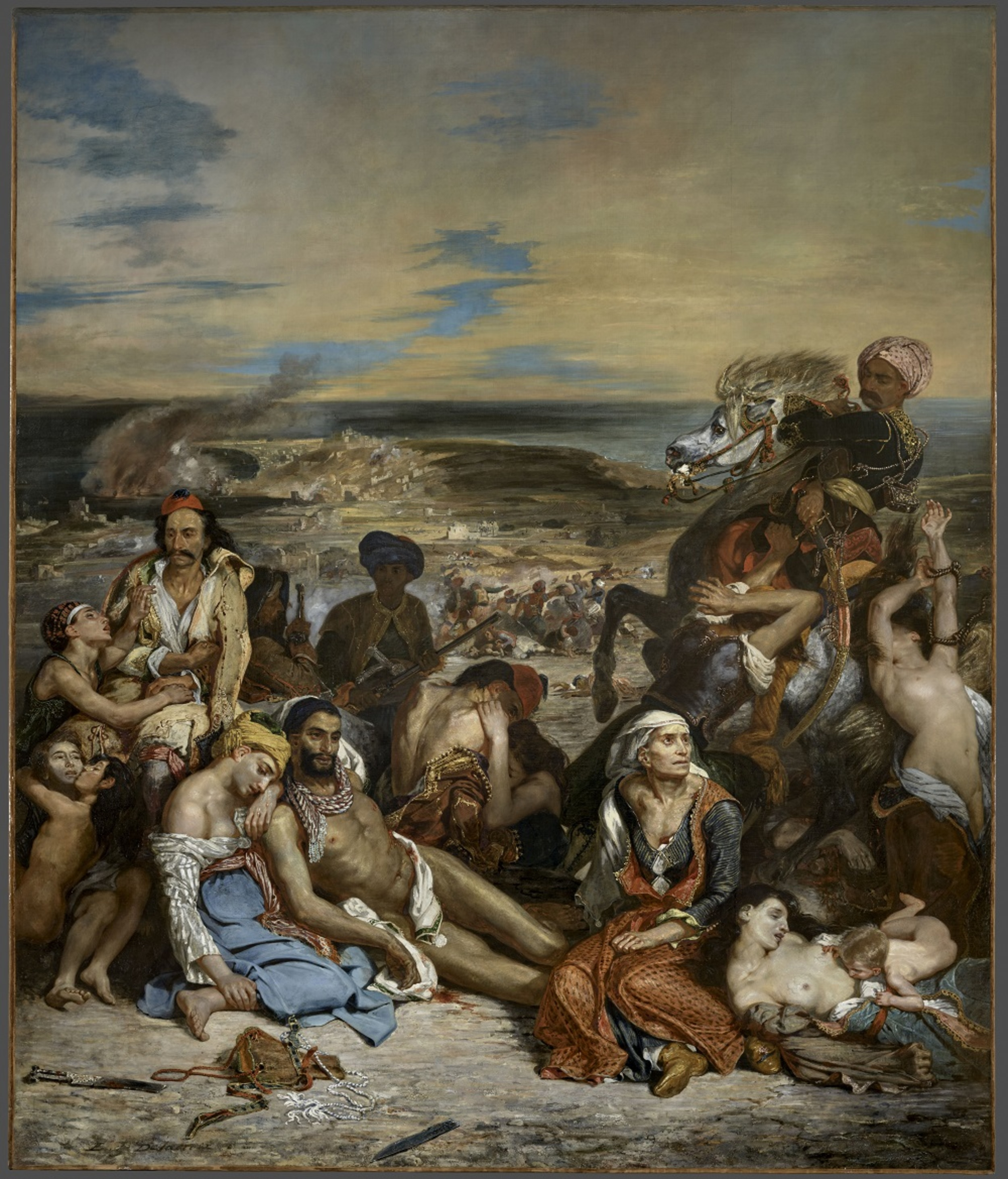
Ежен Делакруа — «Різанина на Хіосі». 1824 рік.

38°21′50″ пн. ш. 26°03′47″ сх. д. / 38.364° пн. ш. 26.063° сх. д.
Хіоська різанина — жорстока розправа над жителями острова Хіос 11 квітня 1822 року з боку османів, причиною якої стала підтримка борців за незалежність Греції. Зі 120 000 жителів острова близько 115 тисяч були православними греками, решта — католики, османи та євреї. За наказом османського паші вбивали дітей віком до 3 років, чоловіків, старших за 12 років і жінок, старших за 40 років. До 25 000 було вирізано, близько 45 тисяч продано в рабство та близько 23 тисяч втекли з острова, утворивши хіоську діаспору.
Решта прийняли іслам. Після цього острів втратив своє господарське значення. Населення Хіоса так і не відновило свою колишню чисельність: за переписом 2001 року там проживало 50 388 осіб, а за даними 2005 року — 53 817 осіб.

## Грецька революція1821 року
21 лютого загони Філікі Етерія під командуванням Александра Іпсиланті почали воєнні дії в придунайських князівствах. 23 березня Григорій V (патріарх Константинопольський) наклав на Іпсиланті анафему, що, однак, не завадило османам стратити його, поклавши початок хвилі погромів і різанині греків усією Османською імперією.
23 березня, в день коли патріарх наклав анафему на Іпсиланті й революцію, грецькі повстанці увійшли без бою до столиці Мессенії, міста Каламата. Їх очолювали Петрос Мавроміхаліс, (Петробей), Теодорос Колокотроніс та один із перших етеристів — Анагностарас. Було утворено Сенат Мессенії на чолі з Мавроміхалісом. Від імені Сенату останній звернувся до християнських урядів, заявляючи, що греки віднині знову вільні й нададуть перевагу смерті, якщо їм будуть нав'язувати османське ярмо.

## Терор

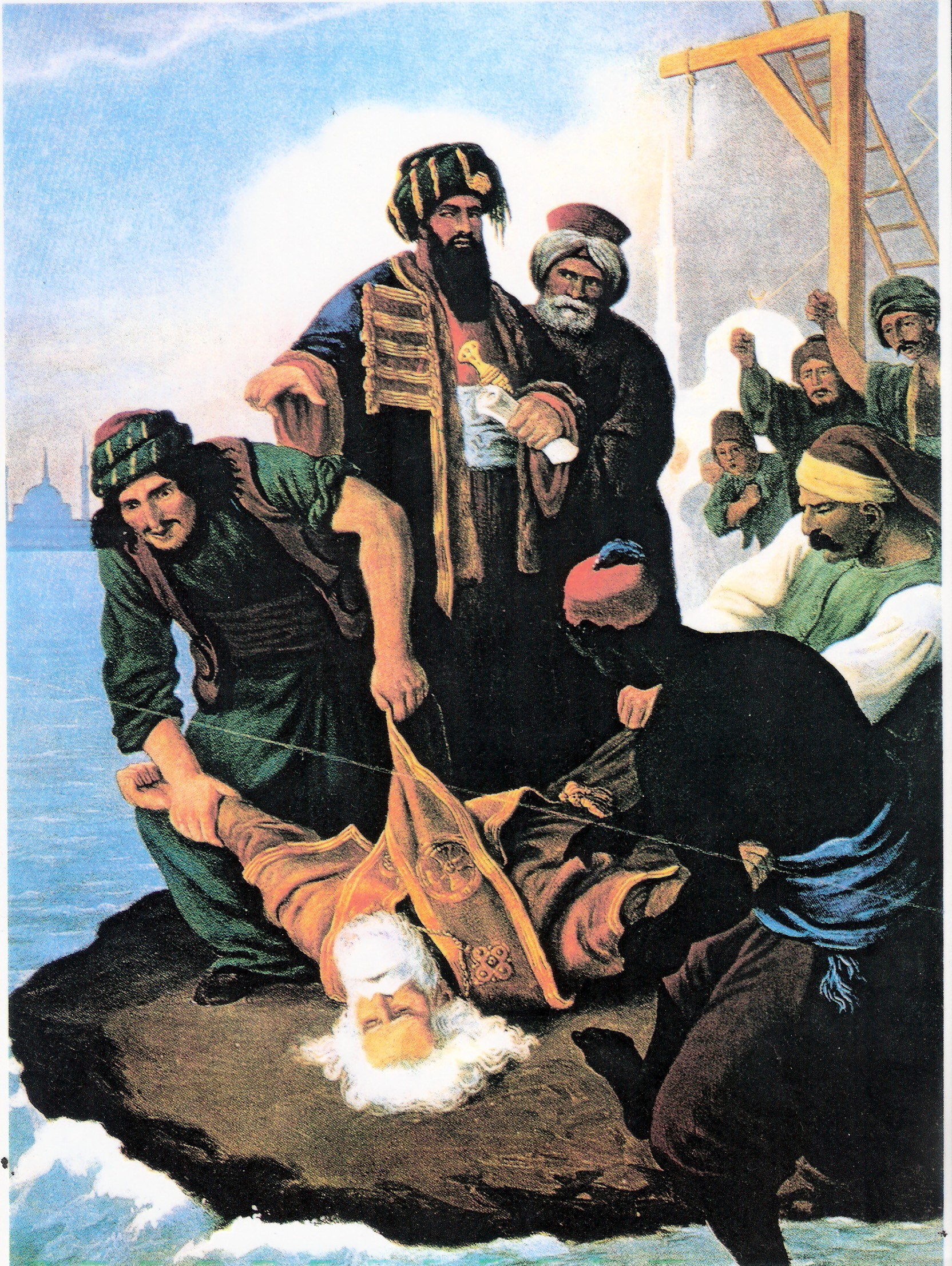
Розправа над патріархом Григорієм

Відповіддю османів на повстання були різанина й терор, спрямований проти греків як у місцях, де повстання мало місце, так і у місцях, далеких від осередків заворушень:
- 31 березня — різанина у Смірні (Ізмір)
- 5 квітня були страчені видатні особи серед грецького населення Константинополя
- 6 квітня — нова різанина у Смірні
- 10 квітня були повішені Григорій V (патріарх Константинопольський) та 3 інших ієрархи, а їхні тіла кинуті до Босфору. Грецькі моряки з острова Кефалінія виловили труп патріарха й вивезли його до Одеси, де його й було первинно поховано. Того ж дня в Адріанополі (Едірне) були повішені попередній патріарх і 30 інших священиків та відомих греків
- 22 квітня — погром у Константинополі, згоріли десятки церков
- 3 травня — різанина на острові Кіпр
- 19 травня в місті Фессалоніки, Північна Македонія було страчено та вбито 2 тисячі греків, включаючи єпископа і 3 ієрархів
- 3 червня — різанина та знищення міста Кідононієс (Айвалик)
- 4 червня — чергова різанина у Смірні
- 9 липня повторилась різанина на Кіпрі, був повішений архієпископ Кипріан Кіпрський, страчено ще трьох ієрархів і 470 відомих кіпріотів
- 11 липня — різанина на острові Кос
- 1 вересня було цілковито знищено населення острова Самотракі

## Хіос
Понад 2 тисячі років торговці й судновласники Хіоса відігравали провідну роль в торгівлі й дипломатії Східного Середземномор'я та Чорного моря.
Османи залишили хіосцям право майже повної внутрішньої автономії, оскільки хіоська торгівля та плантації мастикових дерев, що росли лише на Хіосі, давали значні прибутки Османській імперії. Значним був і вплив космополітів-хіосців у самому Константинополі.
Історики відзначають, що панівні родини острова не бажали долучатись до Визвольної війни Греції, остерігаючись втратити свою безпеку та статок.. Більше того, вони остерігались і підкреслювали, що Хіос розташований дуже близько до берегів Малої Азії (подекуди до 2 миль), щоб почувати себе у безпеці..
До початку Революції населення острова становило 120 тисяч осіб, 28 тисяч із них проживали в місті. Османів було всього 2 тисячі, 2 тисячі католиків і всього 70 євреїв. На острові було 66 сіл, з яких 22 «мастикових» були найбагатшими й перебували під захистом сестри султана, мали привілеї до самого права мати дзвони у церквах. На острові було 300 монастирів, і 32 села працювали на них.
Втім, не можна звинуватити хіосців у відсутності патріотизму: острів дав нації найбільшу кількість просвітителів, таких як Адамантіос Кораїс, острів'яни також брали участь майже у всіх таємних революційних спілках.

Фотокарта Хіосу

## Сусідні острови
Першим із сусідів Хіосу, 10 квітня 1821 року, повстав острів Псара й одразу розгорнув військові дії на морі й нальоти на малоазійський берег. 24 квітня на Самос прибув вождь самоських революціонерів Лікург Логофет, і 26 квітня Самос повстав. Того ж дня грецький флот потопив у протоці між Хіосом та малоазійським берегом османський корабель та захопив ще один.
27 квітня грецький флот став на якоря в бухті Паса-врісі, біля Хіосу, проте старійшини острова відмовились долучитись до повстання й палко прохали моряків піти, хоч на той момент на острові було лише 300 османських солдат і 200 османо-критян. Хіос продовжував залишатись ще рік поза повстанням і подіями.

## Вахіт-паша
Для того, щоб убезпечити Хіос, султан прислав Вахіта-пашу з 1 тисячею солдат. Він був освіченим османом, знав французьку, був послом у Парижі (1802), міністром закордонних справ (1808). Але подальші події показали, що краще б до хіосців відрядили невігласа-яничара. Вахіт залишив по собі мемуари, в яких писав:
|  | Рубка дерева й людського горла відрізняються, але не у випадку горла невірного, і мудрий законодавець, коментуючи цей священний канон каже, що знищення невірного для мусульманина є доброю справою й відповідає рубці дерева чи куща». |

## Антоніс Бурніас

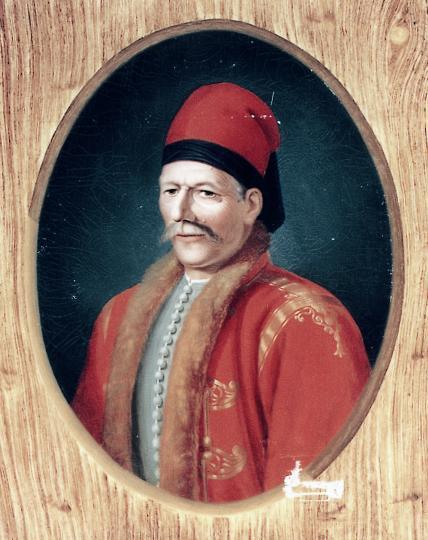
Портрет Лікурга Логофета роботи художника Діонісіоса Цокоса. Національний історичний музей, Афіни

Антоніс Бурніас був уродженцем хіоського села Пірама та служив лейтенантом в армії Наполеона за часів його походу до Єгипту. В листопаді 1821 року Бурніас в мундирі офіцера французької армії з'явився в Триполі та попрохав зустрічі з Дімітріосом Іпсиланті. Бурніас запропонував очолити експедицію на Хіос, проте Іпсиланті вирішив, що для подібної експедиції немає ще можливості й необхідних передумов та що пропозиція Бурніаса — авантюра, а сам Бурніас не викликає довіри.
Іпсиланті перевірив правильність свого рішення, відрядивши на острів хіосця, але жителя Одеси та старого етериста, Іоанніса Ралліса. Невдовзі він отримав відповідь, що жодних умов для успіху експедиції не було. Бурніас залишив Триполі ні з чим, проте ідеї не полишив і вирушив на Самос.
Логофет підтримав пропозицію Бурніаса. Він не визнавав аргументу близькості Хіоса до Малої Азії: Самос розташований ще ближче і був готовий відбити османів. Логофет не міг погодитись із тим, що минув рік після початку повстання, а Хіос, із майже цілком грецьким населенням, не бере в ньому участі.

## Висадка

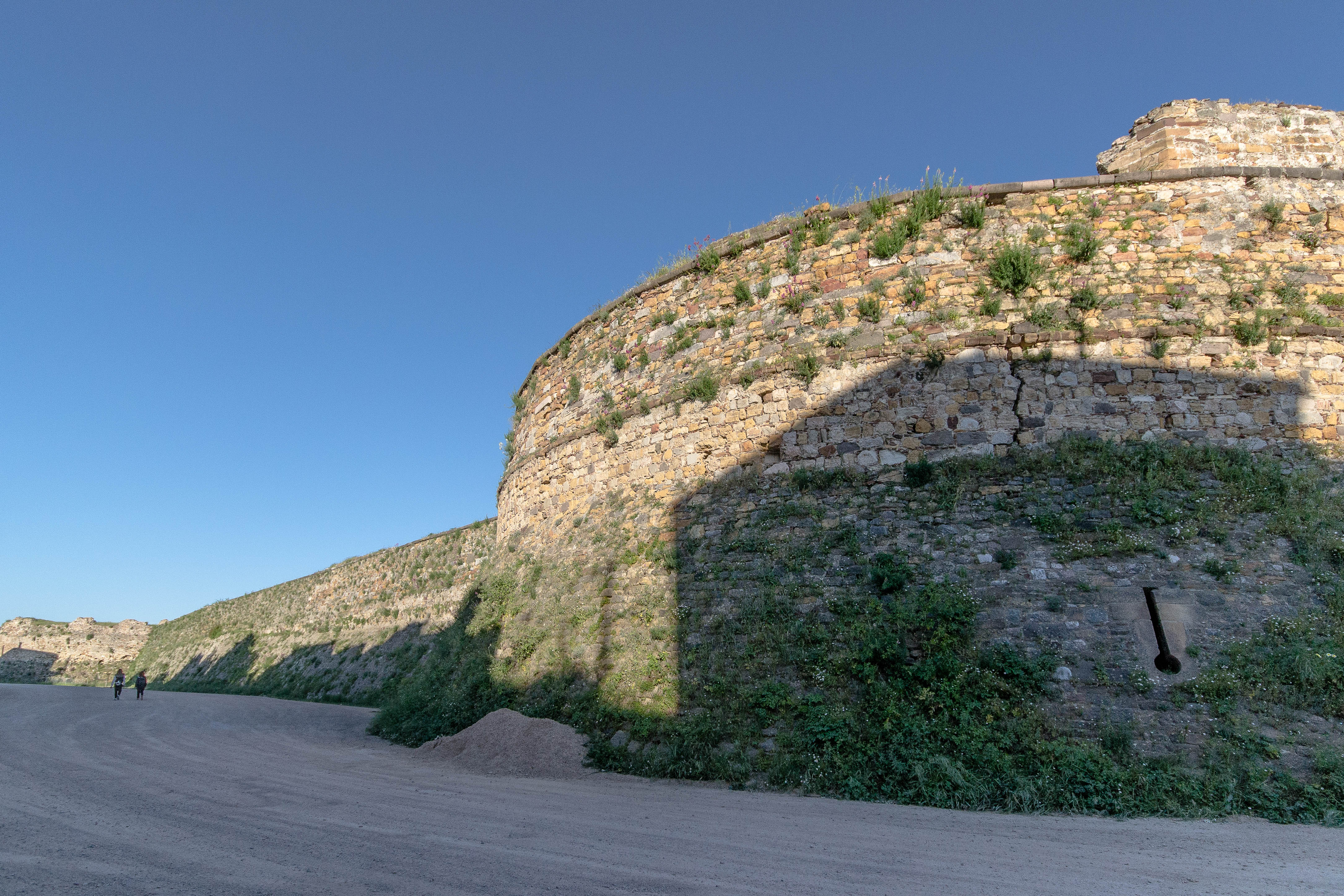
Стіни генуезької фортеці міста Хіос

10 березня 2500 саміотів на своїх кораблях і кораблях з островів Калімнос і Касос висадились у бухті Мегас Лімонас. У них було кілька гармат з невеликою кількістю ядер. Наступного ранку 1500 османів вийшли з фортеці Хіос та спробували скинути саміотів до моря, проте греки взяли гору в нетривалій битві й замкнули османів у фортеці.
Багато острів'ян долучились до революції, однак слід зазначити, що більшість населення не підтримали повстання. Коли саміоти увійшли до міста, то побачили, що більшість будинків і магазинів зачинені, оскільки їхні власники бажали показати Вахіту відсутність провини з їхнього боку. Однак наступного дня прибули селяни, й кількість повстанців зросла.
Однією з перших акцій Логофета був розпуск аристократичної ради старійшин. Потім він звернувся по допомогу до тимчасового уряду, а також до островів Псара, Ідра і Спеце. Псаріоти відгукнулись одразу, й наступного дня їхня флотилія патрулювала між Хіосом та Малою Азією. Проте Ідра і Спеце вирішили чекати, поки тимчасовий уряд не компенсує попередні витрати.
Тим часом Бурніас не міг змиритись із думкою, що він, наполеонівський офіцер і хіосець, повинен підкорятись самосцю Логофету, призначив себе командувачем і у всьому опирався саміотам.

## Кара-алі
Лишень звістка про повстання на Хіосі дісталась Константинополя, султан віддав команду всім воєводам малоазійського узбережжя зібратись у Смірні та Чешме. Загони османів почали стікатись до Хіосу. 24 березня з Константинополя вийшов османський флот на чолі з капудан-пашею, тобто командувачем флотом, Кара-алі: 16 фрегатів, 18 корветів і бриги з військами на борту. 30 березня османський флот з'явився поблизу Хіосу. Флотилія псаріотів перешкоджала висадці османів із Чешме, але протистояти флоту була неспроможною та відійшла.
В місті почалась паніка. Частина жителів втікала до сіл, інші вирішили залишитись, не відчуваючи за собою провини. Кара-алі зробив кілька пострілів, але не квапився з діями, бажаючи дізнатись більше про повстання від Вахіта. Човен з 80 солдатами, відряджений Кара-алі, через недбале керівництво, сів на мілину, й саміоти перебили всіх османів на ньому.
Кара-алі розпочав обстріл міста всіма гарматами, які мав. Одночасно османи виступили з фортеці й атакували повстанців, проте саміоти бились героїчно та змусили османів відступити. Але це було тимчасовим успіхом. Невдовзі почалась висадка з кораблів, і саміоти, забивши свої гармати, почали відходити. Одночасно загони та нерегулярні орди з Чешме почали висаджуватись на острові.

## Різанина
Вахіт наказав «подарувати життя тільки тим молодим, які погодяться прийняти іслам. Старі виключаються». Упродовж 24 годин у місті та прилеглих селах було вбито від 8 до 10 тисяч осіб.
В монастирі Святого Мінаса зібрались 3 тисячі жінок, дітей і старих. Кілька озброєних хіосців утримували османів на відстані. 2 квітня, у день Великодня османи обложили монастир і намагались пробити дірки у стінах. Через дірки більшість османів пройшли до монастиря. Лише деякі з 3 тисяч хіосців вийшли живими з монастиря. Втомившись від різанини, османи зачинили тих, хто залишився живими, у церкві та спалили її.
У жителів сіл не було вже ілюзій містян. Тисячами вони линули до західного узбережжя та до гір, переховуючись у печерах.

## Псаріоти
З острова Псара на західний берег було відряджено 2 невеличких судна з завданням розвідати обстановку, повернутись і доповісти. Прибувши до Воліссосу та знайшовши там тисячі біженців, капітани вирішили розбагатіти на чужогму горі та завантажили свої кораблі біженцями за значну платню. Втім, кораблі не повернулись на сусідній острів Псара, а вирушили до більш віддалених островів архіпелагу. Не дочекавшись повернення перших двох, псаріоти відрядили ще 2 кораблі, на борту яких були Константінос Канаріс і Константіс Нікодимос. Пройшовши в глибину острова, вони спрямували біженців і саміотів до Воліссосу. Забравши якомога більше біженців, кораблі повернулись на Псару, після чого кораблі псаріотів один за одним вивезли та врятували тисячі біженців і саміотів з їхнім вождем Логофетом.

## «Амністія»
Вахіт не бажав обтяжувати себе пошуками населення, що переховувалось у горах. Випустивши схудлих і напівживих заручників на чолі зі священиком Платоном, він заявив, що дарує амністію селянам, вимагаючи від них тільки здати саміотів. Поширення цієї новини було доручено Платону. Проте першу ж групу, яка здалась Вахіту, було винищено. Після цього було вбито через непотрібність і колишніх заручників.

## Помста

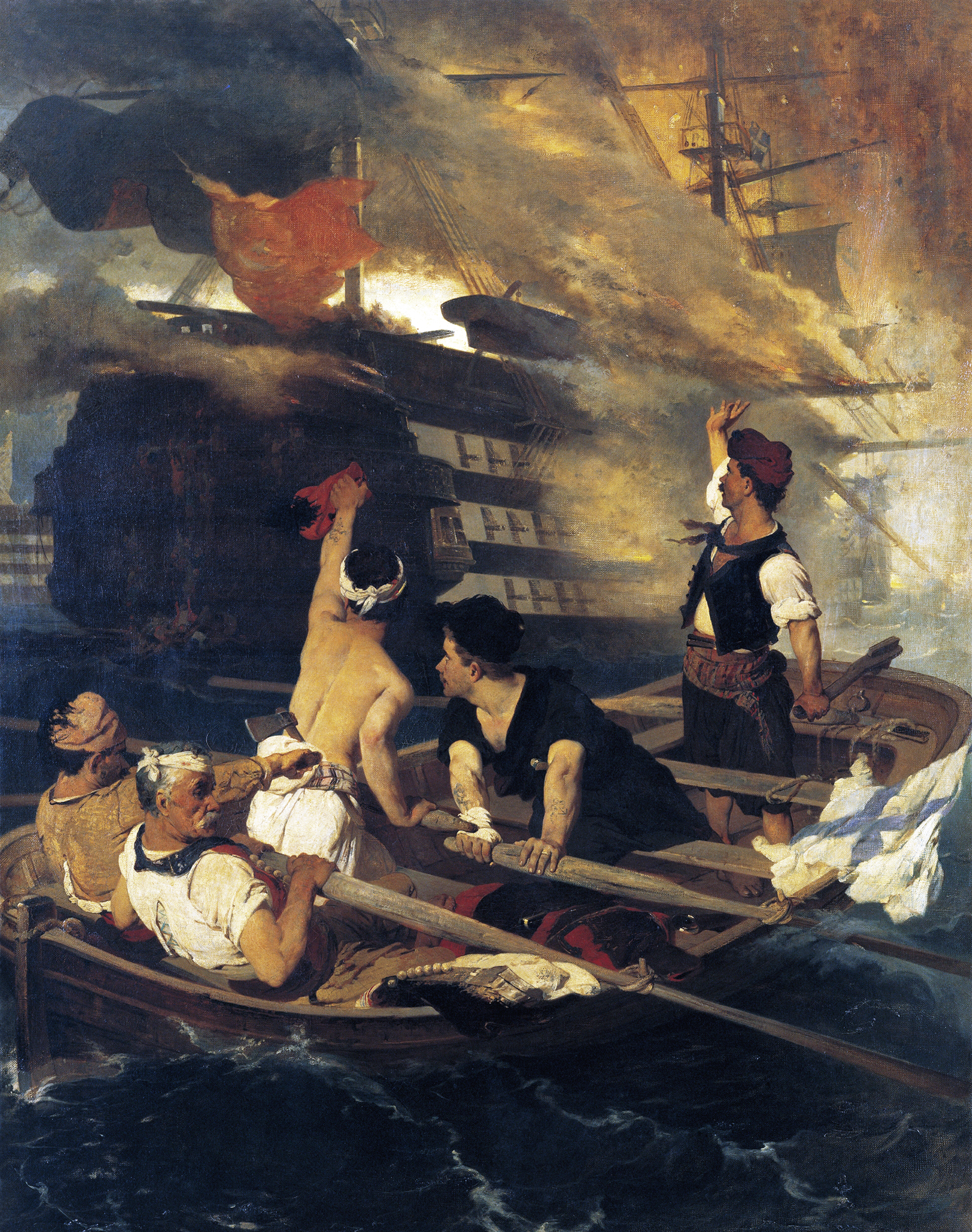
Художник Никифорос Літрас. «Спалення турецького флагмана на Хіосі Константіносом Канарісом»

1 червня 1822 року капітани Канаріс і Піпінос вивели свої брандери з гавані Псари.
Османи святкували останній день рамазану. 2200 чоловік, багато знатних гостей, зібрались у Кара-алі на борту флагмана. Нічні урочистості були у розпалі. Грецькі брандери підійшли до якірної стоянки османського флоту. 2 найбільш освітлених фрегати стояли на якорі за милю від берега. Перед ними стояли 12 фрегатів. Було б легше атакувати фрегати на першій лінії, але Канаріс і Піпінос шукали капудана-пашу. Канаріс повів брандер між османськими суднами, як виявилось — до флагмана. Налетівши на флагман, Канаріс підпалив брандер і плигнув до шлюпки. Піпінос атакував інший двопалубний фрегат, але ймовірно брандер був погано закріплений — османи змогли його відв'язати. Але й некерований брандер Піпіноса вніс паніку та завдав пошкоджень багатьом суднам.
Тим часом вогонь на флагмані розростався, 84 гармати почали вибухати одна за одною. Османські судна в паніці почали зніматись та відходити в Чешме й на південь.
Паніка перекинулась на берег. Вахіт та інші втекли до фортеці. За 50 хвилин після атаки Канаріса вогонь сягнув порохового погребу, і флагман здійнявся у повітря. Окрім спаленого флагмана, один османський фрегат вийшов з ладу і ще 6 османських кораблів отримали ушкодження.
Тіло капудана-паші Кара-алі було поховано у фортеці.
Паніка на османському флоті не припинялась. Нечисленні грецькі кораблі ганялись за османами до острова Тенедос. 24 червня османська армада увійшла до Дарданелл під прикриття берегових батарей.

### Довершення різанини
22 «мастикових» села, володіння сестри султана, не зачіпались до того моменту. Після спалення флагмана й загибелі капудана-паші та 2 тисяч османів Вахіт вирішив помститись. Складнощів не було. Населення було вирізане чи продане в рабство. Тоді вже різанину було доведено до кінця.
Зі 120 тисяч населення на острові вижили 1800 чоловік. 30 тисяч було вирізано, 48 тисяч було продано в рабство та близько 40 тисяч знайшли порятунок на Псарі та інших грецьких островах. З 700 церков тільки 1 чудом уціліла.

## Європа
Хіоська різанина спричинила резонанс і хвилю філеллінізму в Європі, особливо серед романтиків, які співчували повстанцям.
Під враженням від подій на Хіосі художник Ежен Делакруа створив один з найбільших пам'ятників живопису романтизму — полотно «Різанина на Хіосі». Віктор Гюго написав поезію "Дитя" (переклали: О. Новицький, В. Тимчук).
Ліберальні газети тієї доби — англійські «Morning Chronicle» і «Times», французькі «Courier Francais» і «Constitutionnel» — змальовували страшні картини різанини та звинувачували свої уряди в про-османської політиці.

## Цікаві факти
- Георгіос Калвокорессіс (грец. Γεωργιος Καλβοκορεσης, 1816—1877) — один з небагатьох хіоських дітей, врятованих американськими місіонерами 1822 року, став американським адміралом, на честь якого названо протоку в штаті Вашингтон.
- Німецький адмірал Вільгельм Канаріс вважав себе нащадком грецького адмірала Константіноса Канариса, який знищив під Хіосом флагманський корабель османського адмірала Кара-алі.